# Александър Попдимков
Александър (Сандо, Сане) Попдимков е български революционер, четник, деец на Вътрешната македоно-одринска революционна организация.

## Биография
Александър Попдимков е роден в 1877 година в Неготино, тогава в Османската империя, днес в Северна Македония. Присъединява се към ВМОРО като четник.
При избухването на Балканската война в 1912 година е доброволец в Македоно-одринското опълчение и е в четата на Тодор Александров, а по-късно служи във 2 рота на 14 воденска дружина.
По случай 15-ата годишнина от Илинденско-Преображенското въстание за заслуги към постигане на българския идеал в Македония през Първата световна война в 1918 година, войводата Александър Попдимков е награден с орден „Свети Александър“.